# سنگ آغازین
سنگِ آغازین یا پروتولیت (انگلیسی: Protolith) سنگ دگرگون‌نشده‌ای است که می‌تواند منشأ سنگ دگرگونی خاصی باشد.
واژهٔ پروتولیت (از یونانی باستان، "πρωτο" به معنای "آغاز" و "λίθος" به معنای "سنگ") تشکیل ده و منظور از آن، سنگ اولیه و دگرگون‌نشده‌ای است که یک سنگ دگرگونی مشخص از آن تشکیل می‌شود.
برای نمونه، سنگ آغازینِ سنگ لوح، شیل یا گِل‌سنگ است. سنگ‌های دگرگونی می‌توانند از هر نوع سنگ غیر دگرگونی دیگری مشتق شوند و بنابراین انواع مختلفی از پروتولیت‌ها وجود دارد. شناسایی سنگ آغازین هدف اصلی زمین‌شناسی دگرگونی است.
سنگ‌های آغازین سنگ‌های غیر دگرگونی هستند و خودشان پروتولیت ندارند. سنگ‌های غیر دگرگونی به دو دسته تقسیم می‌شوند: سنگ‌های رسوبی که از رسوب تشکیل می‌شوند و سنگ‌های آذرین که از ماگما تشکیل می‌شوند. منبع رسوب یک سنگ رسوبی، خاستگاه آن نامیده می‌شود.
سنگ‌های آغازین ماگمایی را می‌توان به سه دسته دیگر تقسیم کرد: سنگ‌های فرامافیک، سنگ‌های مافیک و سنگ‌های کوارتز-فلدسپات. به‌طور مشابه، پروتولیت‌های رسوبی را می‌توان به عنوان کوارتز-فلدسپات، پلیتیک، سنگ‌های کربناته یا ترکیبی از این سه طبقه‌بندی کرد.
در مقیاس زمانی زمین‌شناسی، اولین سنگ‌های آغازین مدت کوتاهی پس از تشکیل زمین در دوره پیشازیستی (هادئن) تشکیل شدند.